# Silent Hill (computerspel)
Silent Hill is een survival horror-computerspel uit 1999. Het is het eerste spel uit de gelijknamige serie. Het spel werd ontwikkeld door Konami en Team Silent en uitgebracht voor de PlayStation.
Het spel werd positief ontvangen door critici en kreeg meerdere vervolgen. In 2006 volgde een Silent Hill-film.

## Verhaal
Bij aanvang van het spel reizen een man genaamd Harry Mason en zijn dochter Cheryl per auto naar het plaatsje Silent Hill voor hun vakantie. Onderweg moet Harry uitwijken voor een vaag figuur op de weg. De auto raakt van de weg en Harry verliest het bewustzijn.
Wanneer hij weer bijkomt, is Cheryl verdwenen. Hij gaat naar Silent Hill, alwaar hij aangevallen wordt door monsters. Hij komt even later bij in een café. Hij praat met een politieagente, die hem een pistool geeft. Gewapend gaat Harry terug de stad in.
Al snel blijken er vreemde dingen te gebeuren in Silent Hill, en moet Harry alles op alles zetten om Cheryl terug te vinden.

## Gameplay
De speler neemt in het spel de rol aan van Harry Mason. Doel is om hem veilig door het stadje Silent Hill te begeleiden op zoek naar zijn verloren dochter, Cheryl. De grootste bedreiging voor Harry bestaat uit monsters die in de stad wonen, gecombineerd met het feit dat de stad in dichte mist is gehuld waardoor Harry bijna niets kan zien. De speler vindt al vroeg in het spel een zaklamp, maar kan hiermee slechts een klein pad verlichten. Vanwege dit slechte zicht speelt vooral geluid een grote rol in het spel. De speler kan monsters eerder waarnemen via het geluid dat ze maken. De speler vindt ook al snel in het spel een radio, die Harry kan waarschuwen dat er monsters in de buurt zijn.
Een ander obstakel voor Harry is het feit dat hij een gewone man is die maar beperkte ervaring heeft met het hanteren van wapens. Hij kan maar weinig schade incasseren en raakt buiten adem als hij een stukje heeft gerend.
Silent Hill volgt een derde-persoons perspectief. Om door een bepaald gebied te navigeren moet Harry altijd eerst een kaart zien te vinden. Deze zijn alleen leesbaar bij voldoende licht. Om de levels uit te spelen moet de speler vaak raadsels oplossen. Ook komt de speler eindbazen tegen. Harry kan zichzelf verdedigen met een paar wapens die hij in Silent Hill vindt, maar deze hebben slechts beperkte munitie.
Naast het redden van zijn dochter, kan de speler ook een aantal andere personages helpen. Afhankelijk van of hij dit doet of niet kent het spel vier verschillende eindes.

## Ontwikkeling
Silent Hill werd voor het eerst onthuld tijdens de E3 1998 in Atlanta. Later dat jaar werd een demo van het spel getoond op de European Computer Trade Show in Londen.
Het kostte de producers van het spel moeite om het buiten Japan gepubliceerd te krijgen vanwege de strenge controle op videospellen. Zo moest bijvoorbeeld het "Grey Child" monster drie veranderingen ondergaan voordat de NTSC (Noord-Amerika) en Pal (Europees) het spel goedkeurden. In de Europese versie goedgekeurd door PAL komt dit monster zelfs helemaal niet voor.

## Platforms
| Jaar | Platform    |
| ---- | ----------- |
| 1999 | PlayStation |

## Ontvangst
| Beoordeeld door                     | Platform    | Datum            | Score |
| ----------------------------------- | ----------- | ---------------- | ----- |
| The Video Game Critic               | PlayStation | 11 oktober 2004  | 100%  |
| VicioJuegos.com                     | PlayStation | 29 februari 2008 | 94%   |
| Super Play                          | PlayStation | augustus 1999    | 93%   |
| Just Adventure                      | PlayStation | 2000             | 91%   |
| VicioJuegos.com                     | PlayStation | 27 januari 2004  | 90%   |
| Adrenaline Vault, The (AVault)      | PlayStation | 23 februari 1999 | 90%   |
| HonestGamers                        | PlayStation | 29 oktober 2012  | 90%   |
| IGN                                 | PlayStation | 24 februari 1999 | 90%   |
| GameSpot                            | PlayStation | 23 februari 1999 | 82%   |
| Digital Press - Classic Video Games | PlayStation | 11 oktober 2005  | 80%   |

## Trivia
- Het spel is opgenomen in het boek 1001 Video Games You Must Play Before You Die van Tony Mott.